# 981 Martina
A 981 Martina (ideiglenes jelöléssel 1917 S92) a Naprendszer kisbolygóövében található aszteroida. Szergej Beljavszkij fedezte fel 1917. szeptember 23-án.